# Іванов Владислав Олексійович
Рамм Владислав Олексійович (нар. 17 вересня 1995, Кемерово) — російський співак. Колишній соліст групи «MBAND» (2014—2015).

## Біографія

### Хочу до Меладзе і MBAND
Перший виступ Владислава Рама на телебаченні відбувся 13 вересня 2014 року в рамках участі у кастингу шоу «Хочу до Меладзе». 22 листопада 2014 року Владислав був названий переможцем проекту і учасником групи «MBAND».
У складі групи, Владислав став володарем багатьох музичних нагород і премій, серед яких: Kids' Choice Awards (Російський музичний прорив року), Fashion People Awards (Відкриття року), MTV Europe Awards (Кращий російський артист).
Артист дебютував у кіно, зігравши одну з головних ролей в повнометражній комедії «Все виправити».

### Сольна кар'єра
12 листопада 2015 року Владислав Рамм оголосив про своє рішення стати незалежним сольним виконавцем. Він подякував продюсера і його команду, побажав групі розвитку та нових перемог. В інтерв'ю «Муз-ТВ» артист зізнався, що надалі планує займатися музичною діяльністю без продюсера. За версією продюсера Костянтина Меладзе Владислав був відсторонений через профнепридатність, крім того артист не може вести сольну кар'єру через підписаний до 2021 року контракту.
25 грудня 2016 року співак презентував свій сольний альбом «#Перvый» на закритій прем'єрі. 19 січня 2017 року було оголошено передзамовлення альбому і представлена пісня «Вплив» в iTunes і Google Play. В перший же день «Вплив» потрапила в топ-чарти iTunes. 20 січня відбувся офіційний реліз альбому. У перший день продажів альбом очолив топ-чарт iTunes, а вже через кілька днів і топ-чарт Google Play.
У квітні вийшла спільна з Миколою Батуріним пісня «Вистачить духу», а в кінці травня вийшов кліп, знятий Олексієм Голубєвим. З цього моменту Владислав починає співпрацювати з Яною Рудковською. А 1 вересня Владислав спільно з Миколою Батуріним представляють пісню «Ні я, ні ти». 16 листопада вийшов кліп на пісню, знову знятий Олексієм Голубєвим. На початку грудня Діма Білан випустив альбом «Егоїст», в який увійшли пісні «Егоїст» і «Дихай» написані Владиславом.
Зараз Владислав готується до прем'єри 2 сольного альбому.

## Дискографія

### Пісні у складі «MBAND»
- 2014 — Она вернётся
- 2015 — Дай мне
- 2015 — Посмотри на меня
- 2015 — Чего ты хочешь?
- 2015 — Телефон

### Сольні альбоми
- 2017 — #перvый (#первый)
- 2018 — Лу4ше

### Сольна кар'єра
- 2017 — Хватит духу (ft.Kolyas)
- 2017 — Ни я, ни ты (ft.Kolyas)

## Відеографія

### Кліпи у складі «MBAND»
| Рік  | Кліп             | Режисер         |
| ---- | ---------------- | --------------- |
| 2014 | Вона повернеться | Сергій Солодкий |
| 2015 | Подивись на мене | Сергій Солодкий |

### Сольні кліпи
| Рік  | Кліп                          | Режисер         |
| ---- | ----------------------------- | --------------- |
| 2017 | Вистачить духу (feat. Kolyas) | Олексій Голубєв |
| 2017 | Ні я, ні ти (feat. Kolyas)    | Олексій Голубєв |

## Фільмографія
- «Все виправити» - 2016

## Телебачення

### У складі групи «MBAND»
- З 6 вересня по 25 жовтня 2015 — реаліті-шоу «Один день з MBAND» («СТС Love»)[19][20]